# 제45회 골든 글로브상
제45회 골든 글로브상은 1987년 상영된 영화 중 가장 뛰어난 영화를 수상하기 위해 1988년 1월에 열린 시상식이다. 미국,캘리포니아/비버리 힐튼 호텔에서 개최되었다.

## 수상 및 후보

### 세실 B. 데밀 상
- 승리의 전쟁 - 클린트 이스트우드 수상

### 작품상-드라마
- 마지막 황제 - 베르나르도 베르톨루치 수상
- 라 밤바 - 루이스 발데즈
- 태양의 제국 - 스티븐 스필버그
- 위험한 정사 - 애드리안 라인
- 최후의 판결 - 마틴 리트

### 여우주연상-드라마
- 안나 - 샐리 커크랜드 수상
- 최후의 판결 - 바브라 스트라이샌드
- 술고래 - 페이 더너웨이
- 가비의 기적 - 레이첼 샤걸
- 위험한 정사 - 글렌 클로즈

### 남우주연상-드라마
- 월 스트리트 - 마이클 더글라스 수상
- 엉겅퀴 꽃 - 잭 니콜슨
- 잡초 - 닉 놀테
- 마지막 황제 - 존 론
- 자유의 절규 - 덴젤 워싱턴

### 작품상-뮤지컬코미디
- 희망과 영광 - 존 부어만 수상
- 더티 댄싱 - 에밀리 아돌리노
- 브로드캐스트 뉴스 - 제임스 L. 브룩스
- 베이비 붐 - 찰스 샤이어
- 문스트럭 - 노만 주이슨

### 여우주연상-뮤지컬코미디
- 문스트럭 - 쉐어 수상
- 브로드캐스트 뉴스 - 윌리암 허트
- 더티 댄싱 - 제니퍼 그레이
- 포춘 - 베트 미들러
- 베이비 붐 - 다이안 키튼
- 브로드캐스트 뉴스 - 홀리 헌터

### 남우주연상-뮤지컬코미디
- 굿모닝 베트남 - 로빈 윌리암스 수상
- 문스트럭 - 니콜라스 케이지
- 환상 살인 - 대니 드비토
- 더티 댄싱 - 패트릭 스웨이지
- 록산느 - 스티브 마틴

### 여우조연상
- 문스트럭 - 올림피아 듀카키스 수상
- 가비의 기적 - 노마 알렌드로
- 위험한 정사 - 앤 아처
- 귀를 기울여 - 바네사 레드그레이브
- 환상 살인 - 앤 램지

### 남우조연상
- 언터쳐블 - 숀 코네리 수상
- 스퀘어 댄스 - 로브 로우
- 스트리트 스마트 - 모건 프리먼
- 최후의 판결 - 리처드 드라이퍼스
- 풀 메탈 자켓 - R. 리 이메이

### 외국어 영화상
- 희망과 영광 - 존 부어만 수상
- 개같은 내 인생 - 라세 할스트롬 수상
- 마농의 샘 - 2부 - 클로드 베리
- 굿바이 칠드런 - 루이 말
- 참회 - 텐지스 아불레즈
- 검은 눈동자 - 니키타 미칼코프

### 감독상
- 마지막 황제 - 베르나르도 베르톨루치 수상
- 자유의 절규 - 리차드 아텐보로
- 희망과 영광 - 존 부어만
- 위험한 정사 - 애드리안 라인
- 브로드캐스트 뉴스 - 제임스 L 브룩스

### 각본상
- 마지막 황제 - 마크 피플 수상
- 희망과 영광 - 존 부어만
- 브로드캐스트 뉴스 - 제임스 L 브룩스
- 위험한 도박 - 데이비드 마멧
- 문스트럭 - 존 패트릭 샌리

### 음악상
- 마지막 황제 - 사카모토 류이치 수상
- 언터쳐블 - 엔니오 모리꼬네
- 자유의 절규 - 조지 펜톤
- 태양의 제국 - 존 윌리엄스
- 글래스 미네저리 - 앙리 만치니

### 주제가상
- 더티 댄싱 - 프랭키 프레이빗 수상
- 비버리 힐스 캅 2 - 해롤드 펠트메이어
- 나의 성공의 비밀 - 데이빗 포스터
- 화려한 유혹 - 스티븐 브레이
- 마네킨 - 실베스터 리베이

## 같이 보기
- 제60회 아카데미상
- 제8회 골든 래즈베리상
- 제41회 영국 아카데미 영화상